# José Bento Ferreira de Almeida
José Bento Ferreira de Almeida MPBS • MPCE (Faro, 7 de Maio de 1847 - Livorno, Itália, 4 de Setembro de 1902), foi um militar e político português.

## Biografia

### Nascimento e formação
Ferreira de Almeida nasceu na cidade de Faro, em 7 de Maio de 1847, filho de Manoel Joaquim d'Almeida. Frequentou a Universidade de Coimbra, onde se formou em direito, e a Universidade de Paris, onde estudou direito internacional.

### Carreira militar e política
Iniciou a sua carreira militar em 20 de Maio de 1867, quando assentou praça como aspirante extraordinário na marinha. Foi promovido a guarda marinha em 2 de Outubro ou 23 de Outubro de 1869, segundo tenente em 18 de Julho de 1873, primeiro tenente em 23 de Dezembro de 1879, capitão tenente em 7 de Junho de 1888, capitão de fragata em 26 de Junho de 1891, e a capitão de mar e guerra em 28 de Março de 1901. Esteve ao comando das corvetas Duque de Palmela e Estephania, e do couraçado Vasco da Gama. Também esteve no comando das escolas de alunos marinheiros no Algarve e no Porto, e foi imediato e instrutor na Escola Prática de Artilharia Naval. Foi o fundador da Escola de Alunos Marinheiros do Sul, na cidade de Faro, no Algarve. Destacou-se igualmente pelo seu comando da corveta Bartolomeu Dias, que fez uma arriscada viagem pelo Mediterrâneo para assistir à inauguração do Canal do Suez, em 1869.
Entre Janeiro e Setembro de 1880 exerceu como governador de Moçâmedes, tendo sido louvado pelo governador de Angola. Em 1880 escreveu a obra Mossamedes: Apreciações sobre as colonias portuguezas em geral e sua organisação politica - O districto de Mossamedes em special: colonos, serviçaes e indigenas; administração durante o periodo de 15 de janeiro a 16 de setembro de 1880.
Desempenhou um importante papel na política portuguesa, como parlamentar, deputado e ministro. Foi deputado pelo círculo de Faro e Loulé, tendo participado nas sessões legislativas entre 1884 e 1901 como par do reino, principalmente sobre as questões que envolviam a administração pública. Ficou conhecido pelo seu temperamento exaltado para com os seus opositores políticos, tendo chegado a agredir o Ministro da Marinha, Henrique de Macedo em plena câmara, em 1887. Em resposta, o ministro ordenou que Ferreira de Almeida fosse preso, que foi depois conduzido ao navio Vasco da Gama. Em 18 de Agosto daquele ano, a câmara alta condenou-o a quatro meses de prisão. Devido a este incidente, Ferreira de Almeida abandonou o Partido Progressista e integrou-se no Partido Regenerador, como independente. Em 10 de Junho de 1891 apresentou uma polémica proposta nas Cortes para vender as colónias portuguesas, excepto Angola e São Tomé e Príncipe, de forma a financiar o desenvolvimento do país e pagar a dívida externa. Em 1895 foi nomeado como Ministro da Marinha, durante o governo de Hintze Ribeiro. Durante o seu mandato, Ferreira de Almeida conseguiu reorganizar de forma eficaz a administração da marinha, tendo sido responsável pela abolição dos castigos corporais na armada. Ainda em 1895, foi durante o seu mandato que foi feita a primeira expedição militar a África.
Também fez serviços diplomáticos em vários países. Participou igualmente em várias conferências, tendo sido uma das principais figuras de Faro na política monárquica. Trabalhou igualmente como tradutor, tendo adaptado livros portugueses para vários idiomas.
Foi iniciado na Maçonaria, com o nome simbólico de Kant e regularizado em 1892, tendo atingido o 7º Grau do Rito Francês.

### Falecimento
Ferreira de Almeida faleceu às 22 horas do dia 4 Setembro de 1902, em Livorno, na Itália, onde estava a dirigir as obras de reconstrução do couraçado Vasco da Gama nos estaleiros Orlando. A causa da morte foi carbúnculo, provocada por diabetes.

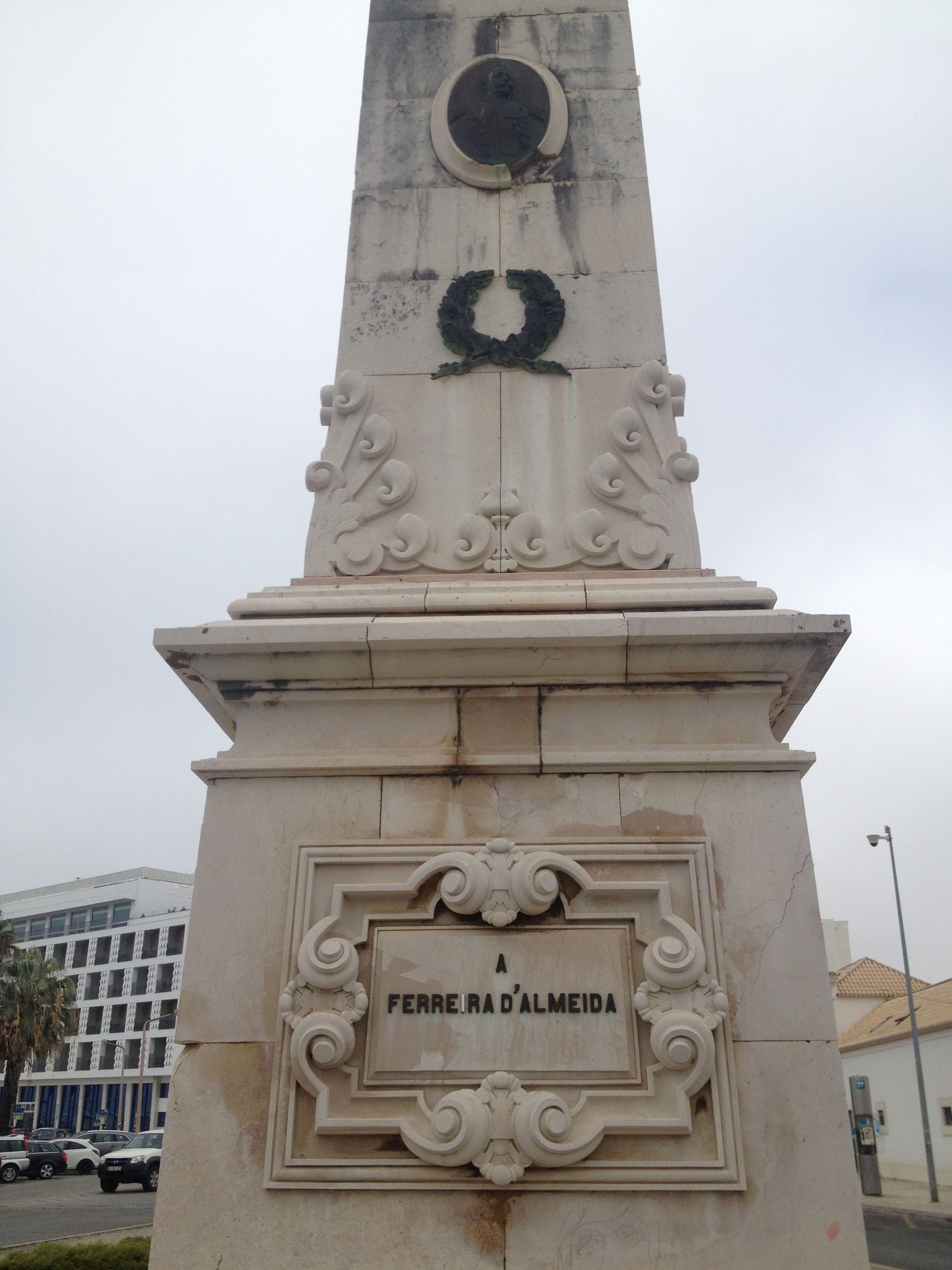
Obelisco de homenagem a Ferreira de Almeida, em Faro.

## Homenagens
Ferreira de Almeida foi homenageado com uma comenda nas ordens de São Bento de Avis e Nosso Senhor Jesus Cristo, e medalhas de prata de Bons Serviços e Comportamento Exemplar
O nome de Ferreira de Almeida foi colocado na praça onde nasceu, na cidade de Faro. O edificio onde nasceu foi classificado como de Interesse Público em 1977.
Em 1910, foi inaugurado um obelisco em homenagem a Ferreira de Almeida, na cidade de Faro.